# Zatheria
Clade
Taxons de rang inférieur
- †Arguimuridae
  - †Arguimus
- †Vincelestidae
  - †Vincelestes
- †Peramura
  - †Peramuridae
- Tribosphenida

Les Zatheria (zathériens) sont un clade de mammifères qui comprend l'ancêtre commun des Arguimuridae, des Vincelestidae, des Peramuridae et des Tribosphenida (thériens vivants et tous leurs ancêtres),.